# Wildwasserrennsport-Weltmeisterschaften 1998
1998 fanden die Weltmeisterschaften im Kanu-Wildwasserrennsport bei Garmisch-Partenkirchen auf der Loisach statt.

## Ergebnisse

### Nationenwertung
| Platz  | Land        | Gold | Silber | Bronze | Gesamt |
| ------ | ----------- | ---- | ------ | ------ | ------ |
| 1      | Deutschland | 3    | 4      | 2      | 9      |
| 2      | Frankreich  | 3    | 1      | 4      | 8      |
| 3      | Italien     | 1    | 1      | 1      | 3      |
| 4      | Slowakei    | 1    | 1      | –      | 2      |
| 5      | Österreich  | –    | 1      | –      | 1      |
| 6      | Tschechien  | –    | –      | 1      | 1      |
| Gesamt | Gesamt      | 8    | 8      | 8      | 24     |